# 堀節誉
堀 節誉（ほり せつよ、1948年8月15日 - ）は、山口県出身の日本の俳人。現代俳句協会会員、「歯車」同人、「藤山通信」代表。

## 来歴
1987年に、現代俳句勉強会（宇部市）に参加し、1988年には「檪」（1998年終刊）に入会した。
1990年に現代俳句協会会員となる。1995年に現代俳句協会研修通信俳句会に参加し、その後、大坪重治実作教室に参加した。
1998年に「花騒」（2007年終刊）、2000年に「ぽお」（2008年終刊）にそれぞれ入会する。1998年に第1句集『離陸』を刊行した。
2009年に「歯車」に入会した。
2019年、第2句集『渋』を刊行する。

## 賞歴
- 第18回山口県現代俳句賞（2014年）
- 第22回山口県現代俳句賞（2018年）